# Paco Castellano
Francisco Castellano Rodríguez, detto Paco (Arucas, 17 novembre 1944), è un allenatore di calcio ed ex calciatore spagnolo, di ruolo difensore.

## Carriera
Castellano nacque sull'isola di Gran Canaria, da ragazzo entrò nel settore giovanile del Las Palmas, squadra del capoluogo dell'isola.
Nel 1964 debuttò in Primera División con la prima squadra, in occasione della prima giornata di campionato, che coincise con una vittoria per 2-1 sul Barcellona. L'allenatore del Las Palmas all'epoca era Vicente Dauder, Castellano formò una coppia difensiva con Tonono (anche il suo compagno di reparto militò nel Las Palmas in totale per 14 stagioni). Alla quarta giornata segnò il suo primo gol, decisivo per la vittoria per 1-0 contro il Córdoba.
Nella stagione 1967-1968 il Las Palmas si classificò al terzo posto, e fu il miglior attacco del campionato. Castellano contribuì con 6 reti. La squadra lottò per il titolo fino all'ultima giornata, contro il Barcellona e il Real Madrid. Nella stagione successiva, i canarini si classificarono al secondo posto, allenati da Luis Molowny.
Castellano disputò 14 stagioni con la maglia del Las Palmas. Dopo il ritiro (avvenuto nel 1978) intraprese la carriera da allenatore, lavorando per diversi club delle Isole Canarie, tra cui proprio il Las Palmas.